# Pfaffia jubata
Pfaffia jubata är en amarantväxtart som beskrevs av Carl Friedrich Philipp von Martius. Pfaffia jubata ingår i släktet Pfaffia och familjen amarantväxter. Inga underarter finns listade i Catalogue of Life.